# Ґонсьорово (Леґьоновський повіт)
Ґонсьорово (пол. Gąsiorowo) — село в Польщі, у гміні Сероцьк Леґьоновського повіту Мазовецького воєводства.
Населення — 172 особи (2011).
У 1975-1998 роках село належало до Варшавського воєводства.

## Демографія
Демографічна структура станом на 31 березня 2011 року:
|          | Загалом | Допрацездатний вік | Працездатний вік | Постпрацездатний вік |
| -------- | ------- | ------------------ | ---------------- | -------------------- |
| Чоловіки | 83      | 17                 | 54               | 12                   |
| Жінки    | 89      | 16                 | 54               | 19                   |
| Разом    | 172     | 33                 | 108              | 31                   |